# Le Grand Journal (Canal+)
Le Grand Journal é um programa de televisão de notícias francês noturno e talk show que vai ao ar todas as noites, todos os dias da semana no Canal + (na Bélgica e no Luxemburgo no BeTV). Estreando em 30 de Agosto de 2004, foi criado e apresentado por Michel Denisot. Originalmente um programa de uma hora, ela se expandiu a duas horas em 2005. 

## Identidade visual

Setembro 2004 - Junho 2007(temporadas 1 a 3)Setembro 2004 - Junho 2007 (temporadas 1 a 3)
Setembro 2007 - Julho 2007(temporadas 4 a 9)Setembro 2007 - Julho 2007 (temporadas 4 a 9)
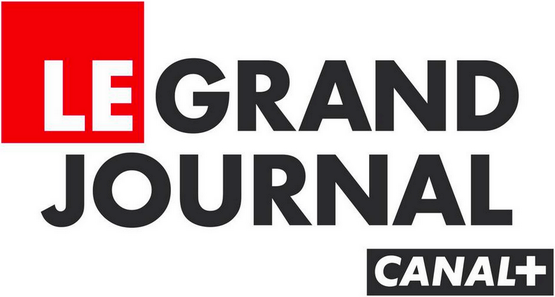
Agosto 2013 - Julho 2014 (temporada 10)
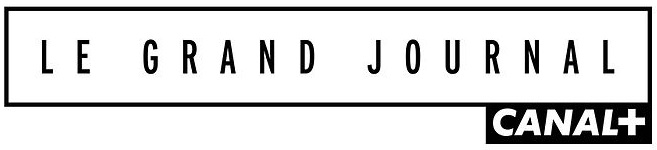
Agosto 2014 - Junho 2015 (temporadas 1 a 3)
Desde setembro 2015(temporada 12)Desde setembro 2015 (temporada 12)

## Recordes de audiência
- Em 2008, a emissão teve 4,8 milhões de telespectadores quando foi convidado o cantor Johnny Hallyday.
- Na ocasião dos 20 anos da emissão Les Guignols, o Le Grand Journal recebeu a equipa das marionetes para uma emissão especial. O programa teve uma audiência de 5 milhões de telespectadores.

### Audiência[1]
| Canal  | Apresentador      | Data de exibição  | Convidado                          | Audiência média | Audiência média |
| ------ | ----------------- | ----------------- | ---------------------------------- | --------------- | --------------- |
| Canal  | Apresentador      | Data de exibição  | Convidado                          | Telespectatores | Sharing (%)     |
| Canal+ | Michel Denisot    | 30 agosto 2004    | Gad Elmaleh                        | 539.200         | 3,7             |
| Canal+ | Michel Denisot    | 23 junho 2010     | Stéphane Guillon                   | 1.728.00        | 11,2            |
| Canal+ | Michel Denisot    | 22 março 2011     | Marine Le Pen                      | 2.200.000       | 11,0            |
| Canal+ | Michel Denisot    | 19 setembro 2011  | Tristane Banon                     | 2.100.000       | 10,3            |
| Canal+ | Michel Denisot    | 19 novembro 2012  | Johnny Hallyday                    | 2.300.000       | 8,8             |
| Canal+ | Antoine de Caunes | 14 janeiro 2015   | Fadela Amara                       | 1.548.000       | 7,4             |
| Canal+ | Antoine de Caunes | 19 março 2015     | Daniel Cohn-Bendit                 | 1.570.000       | 7,9             |
| Canal+ | Maïtena Biraben   | 25 setembro 2015  | Bernard Pivot                      | 457.000         | 2,8             |
| Canal+ | Maïtena Biraben   | 21 janeiro 2016   | Albert Dupontel                    | 403.000         | 2,4             |
| Canal+ | Maïtena Biraben   | 22 fevereiro 2016 | Thierry Lhermitte / Bernard Campan | 700.000         | /               |
| Canal+ | Maïtena Biraben   | 2 março 2016      | Best-of*                           | 420.000         | /               |
| Canal+ | Maïtena Biraben   | 4 março 2016      | Best-of*                           | 357.000         | 1,8             |
| Canal+ | Maïtena Biraben   | 17 junho 2016     | Florian Philippot                  | 396.000         | 2,3             |

*Best-of: Emissão exibida com os melhores momentos do programa.